# Airdrieonians Football Club
L'Airdrieonians Football Club, noto anche come Airdrieonians, era una società calcistica scozzese con sede nella città di Airdrie. 
Nel suo palmarès c'è una Scottish Cup vinta nel 1924.

## Storia
Il club fu fondato nel 1878 come Excelsior Football Club, prendendo poi il nome di Airdrieonians nel 1881.
Fece il suo esordio nei campionati nazionali nel 1894, quando prese parte alla Scottish Division Two. Nel 1903 arrivò primo e fu promosso in Scottish Division One. Nel primo decennio in massima serie si distinse classificandosi terzo nelle stagioni 1905-06 e 1912-13.
Tuttavia furono gli anni venti il periodo migliore nella storia degli Airdrieonians: arrivarono secondi per quattro anni consecutivi, dalla stagione 1922-23 alla stagione 1925-26 (tre volte dietro ai Rangers e una volta dietro al Celtic) e vinsero la Coppa di Scozia nel 1924 contro l'Hibernian (2-0).
Il club retrocesse nel 1936 e riconquistò la Division One dieci anni più tardi, ma continuando ad alternare anni in massima serie ad altri in seconda serie; solo dal 1955 riuscì a stabilizzarsi in Division One, pur senza ottenere risultati di rilievo.
Nel 1975 fu relegato nella nuova First Division in seguito alla riforma dei campionati, nello stesso anno raggiunse la finale di Scottish Cup, ma fu sconfitto dal Celtic (3-1). Dopo una breve comparsa in Premier Division a inizio anni ottanta, gli Airdrieonians vennero di nuovo promossi in massima serie nel 1991. Nella stagione seguente si classificarono settimi, mentre nelle coppe arrivarono in semifinale di Scottish League Cup e in finale di Scottish Cup, che persero contro i Rangers (2-1).
Grazie al piazzamento in Coppa di Scozia, il club si qualificò per la Coppa delle Coppe 1992-1993, dalla quale uscì sconfitto al primo turno contro lo Sparta Praga. Sempre nella stagione 1992-93 registrò l'ultima partecipazione in prima divisione. Nonostante la discesa in First Division, negli anni successivi fece segnare dei buoni andamenti nelle coppe nazionali: tra il 1994 e il 1999 arrivò altre tre volte in semifinale di Coppa di Lega e nel 1995 fu ancora finalista di Coppa di Scozia, ma anche in quell'occasione fu sconfitto (1-0 dal Celtic).
Il club è cessato di esistere il 1º maggio 2002 a causa di forti debiti che hanno portato alla bancarotta. Nello stesso anno un tifoso degli Airdrieonians, Jim Ballantyne, rilevando la proprietà del Clydebank, fece rinascere il club sotto il nome di Airdrie United Football Club; nel 2013 ha poi ripreso lo storico nome di Airdrieonians.

## Palmarès

### Competizioni nazionali
- Coppa di Scozia: 1

1923-1924
- Scottish Challenge Cup: 3

1994-1995, 2000-2001, 2001-2002
- Scottish Championship: 3

1902-1903, 1954-1955, 1973-1974

### Competizioni regionali
- Lanarkshire Cup: 32

1885–1886, 1886–1887, 1887–1888, 1890–1891, 1891–1892, 1896–1897, 1897–1898, 1902–1903, 1903–1904, 1908–1909, 1910–1911, 1912–1913, 1913–1914, 1914–1915, 1917–1918, 1918–1919, 1921–1922, 1922–1923, 1924–1925, 1930–1931, 1934–1935, 1937–1938, 1962–1963, 1965–1966, 1966–1967, 1969–1970, 1970–1971, 1975–1976, 1979–1980, 1983–1984, 1987–1988, 1995–1996

### Altri piazzamenti
- Campionato scozzese:

Secondo posto: 1922-1923, 1923-1924, 1924-1925, 1925-1926
Terzo posto: 1905-1906, 1912-1913
- Scottish Championship:

Secondo posto: 1900-1901, 1946-1947, 1949-1950, 1965-1966, 1979-1980, 1989-1990. 1990-1991, 1996-1997, 2001-2002
- Scottish League One:

Terzo posto: 2016-2017
- Coppa di Scozia:

Finalista: 1974-1975, 1991-1992, 1994-1995
Semifinalista: 1904-1905, 1931-1932, 1954-1955, 1960-1961, 1970-1971
- Coppa di Lega scozzese:

Semifinalista: 1954-1955, 1966-1967, 1974-1975, 1991-1992, 1994-1995, 1998-1999
- Texaco Cup:

Finalista: 1971-1972

## Statistiche e record

### Partecipazione ai campionati
Le statistiche comprendono le stagioni fino al 2002.
| Livello | Categoria                 | Partecipazioni | Debutto   | Ultima stagione | Totale |
| ------- | ------------------------- | -------------- | --------- | --------------- | ------ |
| 1°      | Scottish Football League  | 6              | 1915-1916 | 1920-1921       | 60     |
| 1°      | Scottish Division One     | 48             | 1903-1904 | 1974-1975       | 60     |
| 1°      | Scottish Division A       | 2              | 1947-1948 | 1950-1951       | 60     |
| 1°      | Scottish Premier Division | 4              | 1980-1981 | 1992-1993       | 60     |
| 2°      | Scottish Division Two     | 15             | 1894-1895 | 1973-1974       | 41     |
| 2°      | Scottish Division B       | 3              | 1946-1947 | 1949-1950       | 41     |
| 2°      | Scottish First Division   | 23             | 1975-1976 | 2001-2002       | 41     |

### Statistiche nelle competizioni UEFA
Tabella aggiornata alla fine della stagione 2018-2019.
| Competizione      | Partecipazioni | G | V | N | P | RF | RS |
| ----------------- | -------------- | - | - | - | - | -- | -- |
| Coppa delle Coppe | 1              | 2 | 0 | 0 | 2 | 1  | 3  |